# Michele Martin
Michele Martin, née en 1942, est une tibétologue américaine.

## Biographie
Michele Martin suit un cursus universitaire à l'université Yale où elle obtient en 1966 une maîtrise d'études russes et en 1970, une maîtrise en littérature comparée. Dans le but de pratiquer et d'enseigner le bouddhisme zen, elle fonde en 1973 le Bodhi Manda Zen Center à Jemez Springs au Nouveau-Mexique. Entre 1977 et 1979, elle s'installe à Kyoto au Japon, où elle étudie à l'université Otani sous la direction de Nagao Gadjin et Nishitani Keiji.
Elle est ensuite rédactrice chez SUNY Press, puis en 1987 s'installe au Népal où elle étudie le bouddhisme tibétain et la langue tibétaine.
Alors qu'elle accompagne Dudjom Rinpoché en Californie, elle rencontre le 16e karmapa Rangjung Rigpe Dorje, en tournée aux États-Unis à la fin des années 1970, et prend refuge avec lui. 
En mars 1992, Michele Martin est à Rumtek au Sikkim et aide Lodrö Chökyi Sengé (Jamgön Kongtrul) à traduire en anglais la lettre testament du 16e karmapa découverte par Péma Tönyö Nyinjé, le 12e sitoupa en 1990.
Michele Martin a voyagé au Tibet, notamment en juillet 1992 quand elle se rend à Tsourphou, un mois après l'arrivée d'Orgyen Trinley Dorje.
Michele Martin est l'auteur d'une biographie d'Orgyen Trinley Dorje, 17e karmapa, publiée en 2003 et traduit en français sous le titre Une musique venue du ciel : vie et œuvres du XVIIe Karmapa Ogyèn Trinlé Dorjé.
Michele Martin est membre fondateur et du conseil d'administration du Buddhist Digital Resource Center, fondé en 1999 par E. Gene Smith à New York au Rubin Museum of Art sous le nom de Tibetan Buddhist Resource Center (TBRC).

## Publications
- Une Musique venue du ciel : vie et œuvre du XVIIe Karmapa Ogyèn Trinlé Dorjé (2003), trad., éd. Claire Lumière, série « Tsadra », 2005, 414 p.,  (ISBN 2-905998-73-3).

### Traductions
- (en) His Eminence Jamgon Kongtrul Rinpoche: prayers for his swift return (1992)
- (en) His Holiness the XVIIth Gyalwang Karmapa, Karma Lekshey Ling Publications: Katmandou, Népal, 1992.
- (en) Gaining Certainty in the View
- (en) Thrangu Rinpoché, A Song for the King: Saraha on Mahamudra Meditation (2006), Wisdom Publications.  (ISBN 978-0-86171-503-9)
- (en) Ogyen Trinley Dorje, (17e karmapa, Traveling the Path of Compassion: A Commentary on the Thirty-Seven Practices of a Bodhisattva, volume 19 de Densal Semiannual Publication, traduction du tibétain en anglais Ringou Tulkou Rimpotché et Michele Martin, KTD Publications, 2009,  (ISBN 1934608068 et 9781934608067), (fr) Les Routes de la compassion,  Claire lumière, 2010,  (ISBN 2905998970) (commentaire de l'ouvrage de Thokmé Zangpo).
- (en) The First Karmapa: The Life and Teachings of Dusum Khyenpa; (traduit avec David Karma Choepel), KTD Publications, 2012,  (ISBN 1934608327 et 9781934608326)
- (en) Sherap Phuntsok, The Karmapas and Their Mahamudra Forefathers: An Illustrated Guide, Simon & Schuster, 2016,  (ISBN 9781614293040)
- Karmapa Orgyen Trinley Dorje, La liberté par la méditation (karmapafoundation.eu), David Karma Choephel, Tyler Dewar, Michele Martin, 2018